# Corée pendant la colonisation japonaise
1910–1945
(35 ans et 4 jours)
Entités précédentes :
- Empire coréen

Entités suivantes :
- République populaire de Corée (gouvernement provisoire)
- Administration soviétique de la Corée
- Administration militaire américaine

1. ↑  Nom japonais de Séoul.
2. ↑  Régent.

L'occupation japonaise de la Corée (en coréen hangeul: 일제강점기 ; en coréen hanja : 日帝強占期 ; en romanisation révisée du coréen : Iljegangjeomgi ; en japonais : 日本統治時代の朝鮮 ; en rōmaji : Nihon tōchi jidai no Chōsen) est un épisode de l'histoire de la Corée durant lequel la Corée est annexée et occupée par l'empire du Japon.
À la fin du XIXe siècle, la Corée, longtemps isolée, devient l'objet de rivalités impérialistes. Le Japon, après avoir modernisé ses institutions à l'ère Meiji, cherche à étendre son influence. La victoire du Japon contre la Chine impériale en 1895 puis contre la Russie tsariste en 1905 confirme sa puissance en Asie. En 1905, par le traité d'Eulsa, imposé sous la contrainte, la Corée devient un protectorat japonais. Finalement, en 1910, l'annexion complète de la Corée est formalisée par le traité d'annexion, marqué par la suppression du gouvernement coréen et le début d'une occupation coloniale.
Le Japon impose une administration militaire rigide. Les premiers gouverneurs généraux (comme Terauchi Masatake) gouvernent avec autorité : liberté de presse, de réunion et d'expression sont sévèrement restreintes. Dans les années 1930, une politique d'assimilation forcée (en) s'intensifie : les Coréens sont poussés à adopter des noms japonais (Sōshi-kaimei), à parler uniquement japonais dans les écoles et dans la vie publique, et à participer aux rites shintoïstes. Le but est d'effacer l'identité coréenne pour intégrer la péninsule dans l'Empire japonais.
L'occupation transforme radicalement l'économie coréenne au profit du Japon. Les terres agricoles sont souvent confisquées et redistribuées à des colons japonais ou exploitées pour alimenter l'économie impériale. Les Coréens, majoritairement paysans, deviennent de simples métayers fortement taxés. Le Japon développe aussi l'industrie lourde en Corée, particulièrement dans le nord, en utilisant une main-d'œuvre coréenne bon marché. Durant la Seconde Guerre mondiale, l'exploitation devient plus brutale : mobilisation forcée pour le travail dans les usines japonaises et dans l'armée japonaise de Corée et enrôlement de jeunes filles coréennes comme « femmes de réconfort » pour l'armée impériale japonaise.
Malgré la répression, des mouvements de résistance voient le jour. Le plus célèbre est le Mouvement du 1er Mars en 1919, où des millions de Coréens manifestent pacifiquement pour l'indépendance ; il est violemment réprimé par l'armée japonaise, avec des milliers de morts. Ce mouvement donne naissance au gouvernement provisoire de la république de Corée, établi en exil à Shanghai. Par la suite, de nombreux groupes, y compris des guérillas communistes et nationalistes, poursuivent la lutte contre l'occupant, parfois en coordination avec les forces alliées pendant la Seconde Guerre mondiale.
La capitulation du Japon en août 1945 met fin à l'occupation de la Corée. Cependant, la libération est suivie d'une division de la péninsule par les forces soviétiques au nord et américaines au sud, prélude à la guerre de Corée. L'occupation japonaise laisse une empreinte profonde : traumatisme culturel, rancune envers le Japon, débats sur les compensations, mais aussi des traces dans l’infrastructure industrielle et les systèmes administratifs. Aujourd'hui encore, les relations tant de la Corée du Sud et de la Corée du Nord avec le Japon restent marquées par cette période douloureuse. Le traité de San Francisco en 1952 ainsi que le traité nippo-sud-coréen de 1965 ont acté la fin des prétentions japonaises sur la Corée.

## Politique coloniale japonaise

La Corée en tant que province de l'empire du Japon.

La colonisation de l'Empire coréen, considéré pauvre et archaïque, divisait au Japon. Le clan Chōshu l'avait soutenu, et c'est un de ses membres, Hirobumi Itō (1841-1909), qui y est nommé Résident général en 1906. Après l'assassinat de Hirobumi par le résistant coréen An Jung-geun le 26 octobre 1909, c'est le général Terauchi, ministre de la Guerre depuis 1902, qui prend en main l'administration du pays et qui fait signer à celui-ci le traité d'annexion d'août 1910 à l'Empereur Sunjong, à la grande satisfaction du gouvernement japonais.
La politique japonaise de colonisation de la Corée comprend divers volets :
- propagation de l'éducation élémentaire,
- développement de l'économie mal organisée,
- promotion de la culture japonaise en réservant la culture coréenne.

Ces mesures suscitent dès 1905 (et même avant, car c'est un mouvement allant croissant) l'hostilité des Coréens, et donnent lieu à toutes sortes de manifestations. Ces manifestations entraînent une présence militaire croissante, provoquant des attentats en réponse, eux-mêmes suivis par de fortes répressions.

## Exploitation économique

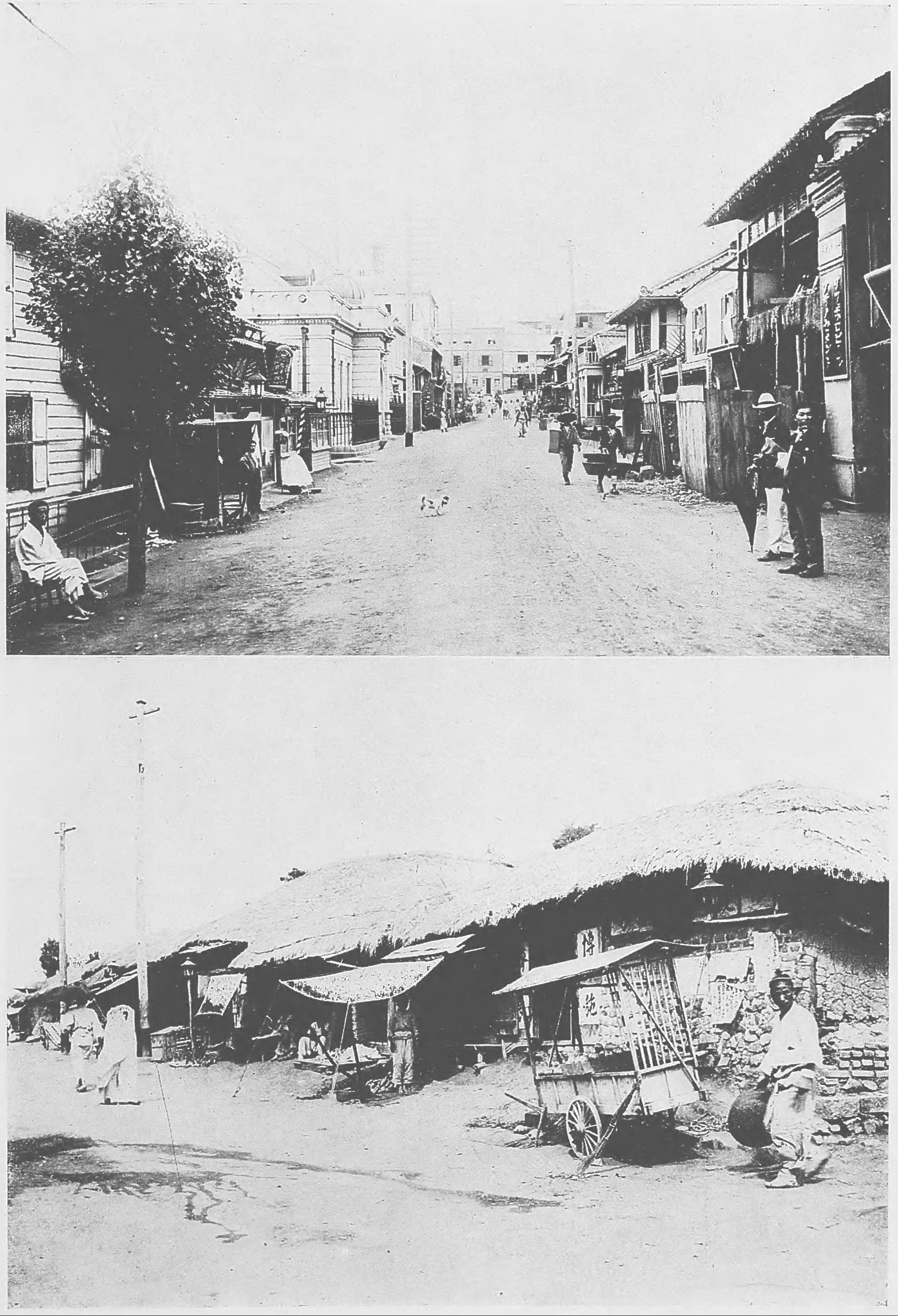
Le quartier japonais d'Incheon en 1906.

La domination japonaise méprisa la majeure partie de la population coréenne pour plusieurs raisons, la principale étant que les Japonais n'avaient pas préparé cette annexion, qu'ils estiment dès le départ trop coûteuse, et qu'ils cherchent à rentabiliser en modernisant un pays archaïque. De plus, le capitalisme japonais, au début du xxe siècle, n'est pas assez puissant pour permettre le développement économique des colonies.
Déjà commencée à la fin du XIXe siècle, elle prend de plus en plus d'ampleur après la mise en place du protectorat :
- création de la Compagnie de développement oriental (東洋拓殖株式會社, Tōyō Takushoku Kabushiki Kaisha) en 1908 ;
- création de la Banque de Chosen, banque coloniale de Corée, en 1909, avec imposition d'une monnaie unique, le yen coréen, en 1910 ;
- délocalisation des zaibatsus dans les années 1930, afin d'industrialiser la Corée, puis de produire des armes au plus près du front chinois après 1937.

Outre l’exploitation économique, le Japon impérial a effectué des recherches sur les tombes royales du Koguryŏ, datant des premiers siècles de l'ère chrétienne, ce qui a été considéré par les Coréens comme un pillage du pays.

### Système financier
Le Japon possède une influence financière sur la péninsule coréenne dès 1878 avec l'installation de la Banque no 1 (Dai-Ichi Ginkō, 第一銀行), de Shibusawa Eiichi, dans le but de développer le commerce nippo-coréen et l'influence japonaise sur la péninsule. La banque no 1 se contentant à ses débuts d'opérations commerciales, devient une intendance pour les troupes japonaises lors de la première guerre sino-japonaise de 1894-1895. Cela se traduit financièrement par un afflux de yen en Corée.
La Corée, à ce moment, possède plusieurs systèmes de monnaies et fait face à de nombreuses difficultés. Ainsi, en 1902, la Corée décide d'émettre sa propre monnaie or, mais au même moment, la Banque no 1 obtient l'autorisation du gouvernement Coréen d'émettre ses propres billets , adossés au yen or, qui deviendra la monnaie officielle lors de l'annexion officielle en 1910. Il faut attendre 1920 pour que toutes les autres monnaies ne soient plus en circulation.
En 1909 est créée la Banque centrale et coloniale coréenne (Banque de Chosen), qui reprend les actifs de la Banque no 1. Pour ce faire, elle doit avancer d'importantes sommes pour absorber les différentes monnaies et se lancer dans un marché intérieur difficile. Pour pallier ces difficultés intérieures, elle décide de se développer en Mandchourie et à la fin des années 1910, les activités de la banque centrale sont minoritaires sur la péninsule.

### Agriculture
En 1905, la Corée était à peine autosuffisante. Le recensement dynastique de 1906 donne environ 6 millions d'habitants, mais ce chiffre était connu pour être notoirement sous-évalué, car il servait de base à l'imposition. Le recensement japonais trouve lui 12 millions d'habitants. La population est en augmentation rapide : dès 1910, elle atteint 14 millions d'habitants. Il faut donc que le colonisateur trouve de quoi nourrir tous ces nouveaux venus avant d'espérer importer chez lui des denrées nouvelles. Les paysans coréens sont massivement expropriés, et deviennent métayers à 77 % ; 25 % de la surface agricole utilisée est directement aux mains des Japonais. Des cultures d'hiver sont introduites, et permettent d'obtenir une double récolte. C'est ainsi qu'avec une SAU de 4,5 millions d'hectares par an au début du siècle, la Corée passe à 6 millions d'hectares cultivés à la veille de la guerre. La culture du riz est généralisée, pour son meilleur rendement calorifique, et les récoltes sont destinées en priorité vers la métropole : 40 % en 1938. La ration de riz des Coréens passe de 126 litres par an et par personne à 72 litres pendant la colonisation japonaise ; même si cette baisse est en partie compensée par de nouvelles cultures (maïs, millet), la malnutrition est patente.
Celle-ci, jointe aux expropriations, à la modernisation de l'agriculture et à l'augmentation de la population coréenne, provoque une forte baisse de la population agricole et un exode rural ; de 90 % en 1905, la proportion d'agriculteurs passe à 75 % en 1938. L'exode rural et l'augmentation de la population (qui passe de 14 millions en 1910 à 25 millions en 1944) fournit aux usines japonaises une main-d'œuvre abondante. Une partie de celle-ci est partie au Japon dans les années 1920, une autre étant déportée pour travailler soit dans les usines, soit comme domestiques, au moment de la Seconde Guerre mondiale.

### Infrastructures et industries
C'est d'abord dans le domaine des infrastructures que l'effort japonais s'est fait le plus important : 25 000 km de routes et 5 000 kilomètres de chemin de fer sont construits en un tiers de siècle, dans un pays montagneux, avec tous les ouvrages d'art que cela suppose, et cela avant tout pour permettre le transport rapide de troupe. Cependant, la création de ces chemins de fer n'est pas simple, réunir les fonds et les entrepreneurs nécessaires prend du temps, et le Japon dut notamment s'endetter auprès des États Européens pour la conception du chemin de fer liant Séoul et Busan au début des années 1900. Les chemins de fer japonais sont nationalisés en 1906, et les lignes de Corée sont rachetées et l'armée japonaise en prend le contrôle : les chemins de fer de Corée sont d'une importance stratégique dans le cadre d'un conflit avec la Russie ou la Chine.
De grands ports sont aménagés à Incheon, Pusan, Ulsan. Afin de disposer d'une main-d'œuvre de qualité, le Japon crée de nombreuses écoles : le nombre d'enfants allant à l'école passe de 20 000 à 900 000 de 1910 à 1937. Les cadres subalternes sont ainsi directement disponibles sur place. Des centrales hydro-électriques sont construites dans le nord, principalement sur le Yalou et le Tiumen. Enfin, les richesses minières du nord de la Corée sont exploitées, et en partie transformées sur place, les vallées du Yalou et du Tiumen devenant d'importantes régions industrielles. À la veille de la Seconde Guerre mondiale, 20 % de la production industrielle japonaise provenait de la Corée.

## Travail forcé et cobayes
Certains Coréens sont partis travailler au Japon, d'abord volontairement, pour échapper aux dures conditions de vie en Corée ; d'autres ont été déportés pour répondre aux besoins de l'industrie nippone, au moment de la seconde guerre sino-japonaise. Les cadences de travail, les conditions d'hébergement et l'absence de soins en firent mourir beaucoup. Les principales sociétés japonaises à les avoir exploités, Kajima Gumi, Naji-Fujikoshi (株式会社), Mitsubishi, Nippon Steel Corporation n'ont jamais reconnu ce fait, et ont été indemnisées par le gouvernement japonais en 1945 pour compenser la perte de leur main-d'œuvre après le départ des Coréens en 1945[réf. nécessaire]. Des enrôlements de force dans l'armée ont également eu lieu. Enfin, il y eut des Coréennes forcées de se prostituer au service de l’armée et la marine japonaises (voir femmes de réconfort).
De plus, en vertu de l'ordonnance impériale de prévention de la lèpre, les malades coréens pouvaient être soumis à des travaux forcés et stérilisés de force. Les Lois sur la Prévention de la Lèpre de 1907 et 1931 permettaient l'internement des malades dans des sanatorium où l'avortement et la stérilisation étaient monnaie courante, en raison notamment du fait que bon nombre de scientifiques nippons soutenaient que la constitution physique prédisposant à la lèpre était héréditaire.
Des témoins racontent d'autre part qu'en plus des prisonniers chinois, russes, indonésiens et australiens, plusieurs coréens ont été utilisés par les unités de recherche bactériologiques de Shirō Ishii comme cobayes humains pour tester sur des organes vivants les effets de maladies et de gaz toxiques. Certains des Coréens déplacés au Japon y sont restés, créant une situation postcoloniale typique des décolonisations. Aujourd'hui[Quand ?], il reste encore 625 000 Zainichi au Japon, ces Coréens qui ont été déchus de la citoyenneté en 1947 et qui sont encore souvent victimes du racisme dans la société japonaise. Deux organismes coréens, Chongryon, qui soutient la politique de Pyongyang, et le Mindan, qui soutient la Corée du Sud, entrent en concurrence dès les années 1950. Dans les années 1960, environ 90 000 Zainichi ont choisi de s'installer en Corée du Nord.

## Résistance à la colonisation
Assez rapidement, un sentiment fortement hostile au colonisateur se développe. Des soulèvements populaires ont lieu. À la seconde conférence de La Haye, en 1907, les officiels du régime protestent officiellement contre le protectorat japonais. Le 26 octobre 1909, le représentant du Japon en Corée, Itō Hirobumi, est assassiné à Harbin en Mandchourie. Après le traité d'annexion (28 août 1910), arrestations arbitraires, tortures et brimades furent couramment utilisées par le colonisateur japonais, afin de briser l'opposition et d'asseoir le régime colonial. Cette opposition se manifeste cependant au moment des funérailles du dernier roi de Joseon, Kojong (고종), mort dans son palais de Toksu. Les funérailles du 1er mars donnent lieu à un vaste mouvement de protestation (mouvement Samil), avec une proclamation d'indépendance rédigée par un comité réunissant tous les intellectuels du pays et s'inspirant des 14 points du président Wilson, et des manifestations rassemblant dans tout le pays des millions de personnes. Celles-ci sont réprimées dans le sang. Environ 7 000 opposants sont tués, dont certains sous la torture, et 40 000 jetés en prison[réf. nécessaire], dont Yu Gwan-sun (Ryu Gwansun), une héroïne de ce mouvement ayant soulevé plusieurs villages.

### Fuite des Coréens
Menacés de massacre, expulsés de leurs terres au profit des colons japonais, de nombreux paysans coréens quittent leur pays. Certains choisissent la Mandchourie, terre traditionnellement proche culturellement de la Corée (elle a longtemps fait partie des divers royaumes coréens, bien que ce point soit réfuté par la Chine, comme l'ancien royaume de Koguryo, puis son annexion par le royaume de Baekje) ; d'autres acceptent l'émigration au Japon.

### Résistance culturelle
Dans les années 1920, la littérature coréenne connaît un renouveau, entamé dans les premières années du siècle, appelé shinmunhak (신문학, littérature nouvelle). Il profite de la détente relative survenue après la répression du mouvement Samil. En effet, l'ampleur du mouvement remet en cause l'efficacité de la méthode choisie, et une politique culturelle (bunka seiji) est mise en place par le gouverneur général japonais Saitô Makoto. Ce mouvement, qui compte surtout des poètes, fait un grand usage des vers libres et s'écrit en hangeul (한글), l'alphabet coréen. Choe Nam-seon est la tête de file de ce mouvement.

### Résistance politique et militaire

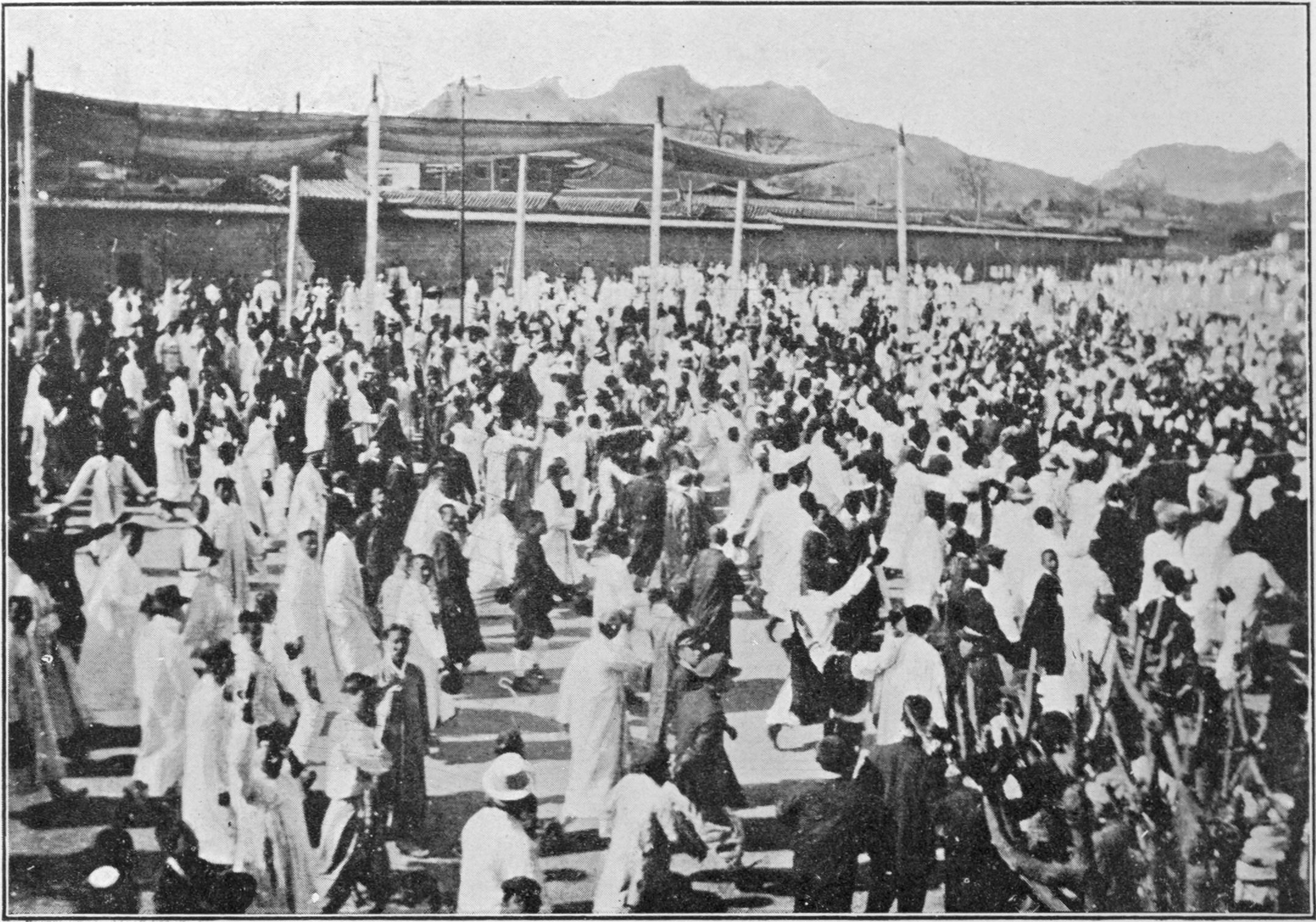
Manifestation pacifique à Séoul, au mois de mars 1919.

Le 1er mars 1919, a lieu le soulèvement contre l'occupant japonais et déclaration d'indépendance.
Un gouvernement coréen en exil est formé le 19 mars 1919 sous la direction de Syngman Rhee (이승만), dans la concession française de Shanghai. En 1932, il plaide la cause de son pays devant la Société des Nations. Le 9 décembre 1941, il déclare la guerre à l'Allemagne et au Japon et crée l'Armée pour la restauration de l'indépendance. Enfin, en 1943, il participe à la conférence du Caire, qui prévoit l'indépendance de la Corée.
Des activistes se réfugient en Mandchourie et forment des commandos qui lancent des raids en Corée ou harcèlent les colons japonais du Mandchoukouo. Parmi eux, se trouve Kim Il-sung, qui intègre le parti communiste coréen fondé en 1925. Il crée l'Union pour abattre l'impérialisme en 1926, puis le 25 avril 1932, l'armée de guérilla populaire anti-japonaise, qui devient ensuite l'Armée révolutionnaire populaire de Corée. Le 5 mai 1936, il crée l'Association pour la restauration de la patrie en Mandchourie. Ces groupes sont cependant plus utilisés par le Parti communiste chinois pour lutter en Chine contre les Japonais. Certains activistes rejoignent les troupes du Kuomintang.

## Collaboration
De par son statut de colonie, et tant que territoire de l'empire, les Coréens ont participé à l'effort de guerre de manière forcée ou volontaire. La Corée compte en 1930, près de 24 millions d'habitants et est considéré comme un réservoir d'hommes pour le Japon.
Bien que certains Coréens soient enrôlés dès l'annexion de la péninsule, c'est à partir de 1932 que les autorités japonaises mettent en place des mesures pour attirer les jeunes Coréens à l'École spéciale militaire du Japon (Rikugun Shikan Gakkô, 陸軍士官学校). En juin 1937, alors que la guerre avance, le gouvernement japonais met en place un système expérimental de recrutement volontaire en Corée, et les mobilisations dites volontaires commencent en 1938. On compte près de 17 664 Coréens reçus dans l'armée japonaise pour 702 047 volontaires. Si le nombre de candidats est élevé, c'est dû à un système de coercition, mais aussi à cause de la propagande et de la « politique d'assimilation », mise en place depuis l'annexion. Cependant, les hommes de plus de 17 ans et non enregistrés à l'état civil étaient incorporés d'office à l'armée de terre sous le nom de volontaires. La conscription en Corée commence de manière effective à partir de 1944, après le vote de la loi n°4 organisant la conscription des Coréens.
En plus des soldats, des auxiliaires des armées sont recrutés parmi les civils coréens, pour notamment gérer la surveillance des prisonniers alliés. On compte 126 047 recrues, ici aussi considérées comme volontaires. Certains sont cependant forcés par les forces de police locale devant atteindre un certain quota, mais beaucoup considèrent les conditions de vie proposées intéressantes : ils sont logés, nourris trois fois par jour et blanchis. De plus, se porter volontaire permet d'éviter d'être déporté et soumis au travail forcé. Ils ne savent cependant pas lorsqu'ils se proposent comme volontaires qu'ils seront envoyés en Asie du Sud-Est. Ces auxiliaires subissent un entrainement militaire très dur, où ils sont régulièrement battus par leurs supérieurs (cela continue lors de déploiement sur le terrain). Beaucoup arrêtent leurs instructions pour cause de maladie, de troubles mentaux ou encore en fuyant, même si la fuite est rare par peur du jugement de désertion de la cour martiale.

On demande aussi à ces auxiliaires, chargés de surveiller les prisonniers, de remplir des quotas de travailleurs pour les travaux forcés des prisonniers, notamment pour la construction de la ligne de chemin de fer devant relier la Thaïlande et la Birmanie. Ils doivent surveiller un très grand nombre de prisonniers malgré des effectifs très faibles, le tout dans un milieu hostile, avec la barrière de la langue et sans service sanitaire pour les prisonniers. Les violences à l'égard des prisonniers sont fréquentes et beaucoup meurent. Les auxiliaires chargés de la surveillance des prisonniers se retrouvent souvent coincés entre les ordres des supérieurs hiérarchiques japonais qui demandaient une avancée rapide des travaux et les conditions de vie des prisonniers, souvent trop faibles pour travailler. Trois mille Coréens sont intégrés dans cette structure et deviennent les victimes des violences militaires impériales autant que les oppresseurs de ceux qu’ils gardent dans les camps. En septembre 1945, il est prévu que 800 gardes coréens soient tués en même temps que des prisonniers alliés, mais les ordres sont annulés à la dernière minute, ce qui en dit long sur la précarité de la situation de ces gardes coloniaux. 

### Criminels de guerre coréens
Lors du procès du tribunal de Tôkyô, la question du traitement des prisonniers est au cœur des crimes : les victimes alliés lorsqu'ils sont prisonniers sont très nombreuses, et les Alliés accordent donc énormément d'importance à la question des mauvais traitements infligés à leurs prisonniers et appliquent donc des jugements sévères. De ce fait, certains criminels de catégorie B et C sont issus des anciennes colonies japonaises, et comptent parmi eux les auxiliaires de guerre coréens. Malgré le fait qu'ils aient été tout en bas de la hiérarchie militaire, la faute leur revient car les autorités japonaises ont détruit les preuves et ont décidé de faire porter le chapeau aux auxiliaires coréens et taïwanais. 148 Coréens seront jugés : 3 militaires, 16 interprètes, et 129 auxiliaires chargés de garder les prisonniers. Ces derniers sont arrêtés après l'identification d'anciens prisonniers, et ne disposent d'aucune défense.
Lors de la capitulation du Japon, les soldats coréens sont désarmés et rapatriés en Corée. La conférence du Caire enlève au Japon ses colonies et permet aux Coréens et aux Taïwanais d'abandonner la nationalité japonaise. Mais cela ne fut pas le cas des suspects de crimes de guerre qui sont considérés comme Japonais. Ainsi, lors de la signature du traité de paix, les prisonniers coréens ont demandé à être libérés car ils n'étaient pas Japonais, mais cela leur est refusé car au moment des actes commis, ils étaient considérés comme Japonais. De plus, alors que les criminels de guerre de catégorie A sont relâchés à la fin de la purge rouge car ils manquaient de hauts responsables politiques, les criminels de catégories B et C sont oubliés et continuent de purger leurs peines. Le statut de non-japonais à la fin de la guerre ne permet pas non plus à ces criminels de guerre, lors de leur libération, de réclamer des dédommagements au gouvernement japonais. Cela est confirmé par le traité nippo-sud-coréen du 22 juin 1965, où la Corée du Sud renonce à réclamer des dédommagements au Japon.

Le 12 novembre 1991, lors d'un procès ouvert au Tribunal régional de Tokyo, les 148 criminels de guerre coréens réclament collectivement une indemnisation et des excuses officielles du gouvernement japonais.

## Cinéma et télévision
- 2004 : Chi to hone - De sang et d'os, film réalisé par Yōichi Sai, évoque le sort des Coréens partis travailler au Japon durant cette période (les Zainichi), et qui souvent n'ont pu retourner dans leur pays.
- 2008 : Wonseueopon Eotaim (en), film réalisé par Jeong Yong-Ki, se déroule dans les années 1940 pendant l'occupation japonaise de la Corée.
- 2016 : Mademoiselle (The handmaiden), film réalisé par Park Chan-Wook, se déroule dans les années 1930 pendant l'occupation japonaise de la Corée, raconte l'histoire d'une servante coréenne embauchée par une riche japonaise vivant recluse dans un vaste manoir.
- 2016 : The Last Princess (Deokhyeongjoo 독혜옹주), film réalisé par Hur Jin-ho, raconte la vie de la dernière princesse de la dynastie Joseon et le combat des Coréens exilés au Japon, dont elle, pour revenir sur leurs terres natales.
- 2016 : The Age of Shadows, film réalisé par Kim Jee-Woon : À la fin des années 1920, un groupe de résistants tente de passer des explosifs en Corée depuis Shanghai dans le but de détruire divers bâtiments appartenant à l’occupant japonais, tandis que les autorités nippones déploient leurs effectifs afin de les contrer.
- 2017 : Battleship Island (Goon-ham-do 군함도), film réalisé par Ryoo Seung-wan, montre l'évasion massive de plusieurs centaines de travailleurs forcés coréens envoyés sur l'île japonaise d'Ha-shima pendant la Seconde Guerre mondiale, précisément sous l'occupation japonaise.
- 2017 : Chicago Typewriter (série télévisée, 2017), drama réalisé par Yoo Ah-In qui se déroule lors de l'occupation japonaise de la Corée dans les années 1930.
- 2018 : Mr. Sunshine, drama réalisé par Lee Eung Bok qui se déroule entre 1900 et 1905 avant l'occupation japonaise.
- 2022 : Pachinko, série télévisée basée sur le roman éponyme de Min Jin Lee qui retrace la vie d'une famille coréenne au XXe siècle, vivant sous l'occupation japonaise puis en tant que Zainichi.